# 萊廷觀覽塔
萊廷觀覽塔（英語：Latting Observatory）是一座曾存在於美國紐約市的一座木塔，作為1853年萬國工業展覽會的一部分設施而建造，毗鄰紐約水晶宮。它位於第五大道和第六大道之間的42街北側，與現在的布莱恩特公园隔街相望。
觀覽塔是由華林·萊廷（Waring Latting）構想，並由建築師威廉·諾格爾（William Naugle）設計，是一座八角形的鐵支撐木塔，高約315英尺（96公尺），並在結構上設有三層平台，讓遊客能夠看到皇后區、史泰登岛以及新澤西州區域的景觀。在1853年到1855年的期間，萊廷觀覽塔一直是紐約市最高的建築。塔的底座是75-英尺（23公尺）正方形，逐漸變細至6至8英尺（1.8 至 2.4公尺）的空間。一次最多可容納1,500人。然而最終觀覽塔在1856年被燒毀。
萊廷觀覽塔也是艾菲爾鐵塔的靈感來源。

## 沿革

1855年從萊廷觀覽塔遙望的紐約市景觀。

萊廷觀覽塔是美國在1850年代期間最高的建築，曾被描述為「紐約第一座摩天大樓」。該建築的底部以商店和三個觀景平台為特色，分別為125英尺（38公尺）、225英尺（69公尺）和 300英尺（91公尺） ，遊客可以通過平台上展示的望遠鏡觀察周圍的環境。觀覽塔的最初規格要求再三層觀景台中安裝蒸汽電梯，不過在塔樓的所有記載都沒有提到蒸汽電梯，因此電梯從未安裝在塔上。遊客則是使用具有多個中間休息點的蜿蜒樓梯爬上頂樓。
當萊廷觀覽塔於1853年7月1日向受邀客人開放時，紐約時報的一位作家曾描述自己：「依然宅沒準備好欣賞據說能夠觀望約40到60英里（60到100公里）的美妙全景，超越倫敦、巴黎或吉薩大金字塔頂上無法比擬的視野，這座塔聳立在「人類的蜂巢」之中，其蜂巢裡的蜜蜂，則會是世界上最好的養蜂場。」，至於上升到結構頂部的過程，則被描述為「疲勞，但能夠改善消化。」

## 毀損
1854年，在博覽會結束後不久後，萊廷觀覽塔被海德維爾大理石廠（Hydeville Marble Works）收購；一年後，該公司將塔頂約75英尺的部分拆除。
1856年8月30日午夜至凌晨1點之間，由於位於西43街49號的一家製桶店發生火災，導致火勢迅速蔓延到萊廷觀覽塔。最終導致萊廷觀覽塔被燒毀，這場災難吸引了城市周邊的圍觀群眾目睹觀覽塔毀滅的景象，方圓數里則可見火光。這場大火最後摧毀了超過12座建築物，並且導致幾個家庭無家可歸，並沒任何的傷亡事故傳出。
擁有觀覽塔的海德維爾大理石廠在此次損失了100,000美元，其中17,500美元由四家不同的保險公司承保。《纽约时报》將這場火災描述為：「長期以來在該市發生最具破壞性的大火之一」，最終，此災難被確共有150,000美元的財產被毀，其中大部分是塔樓本身造成的。《泰晤士報》曾將這座塔描述為：「紐約顯眼的地標，旅行者可以通過它確定自己的位置，儘管作為一項投資，它是一個『巨大的失敗』。」
原本現場的居民們曾擔心這座塔會倒塌並壓碎水晶宮的北側，但觀覽塔的底部最終則被燒成了「一團悶燒的煤渣」，並未波及到水晶宮本身。來自威廉斯堡和布魯克林其他地方的消防隊則渡過東河以協助撲滅大火。

## 遺產
工程師古斯塔夫·埃菲尔在設計艾菲爾鐵塔時，曾承認建造觀景塔的想法「來自美國」，但他在艾菲爾鐵塔的設計及考究上則是對於美國版本多方面的改進。並認為萊廷觀覽塔的設計及建造「並不考慮形式之美，純粹是為了商業目的而存在」，與自身注重形式的艾菲爾鐵塔形成鮮明對比。